# Schiaccia briaca

## Descrizione

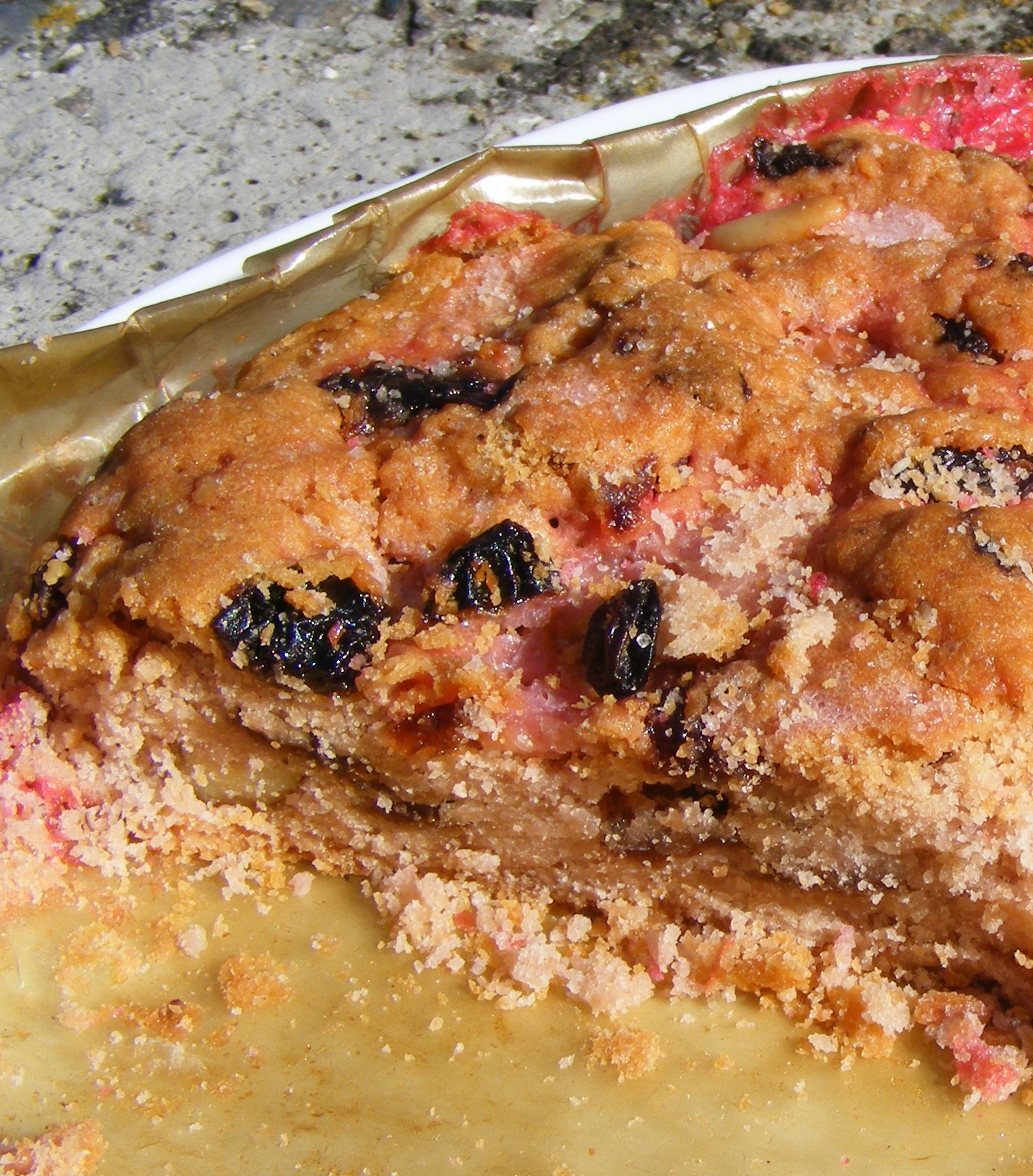
Dettaglio della torta

La schiaccia briaca (contrazione di ubriaca, dall'uso di vino nell'impasto) è un dolce natalizio poco lievitato con noci e uvetta, tipico dell'isola d'Elba e in particolare del circondario di Rio nell'Elba.
In origine era una semplice focaccia dolce, poi nell'Ottocento la schiaccia fu "imbriacata" con il vino Aleatico e l'alchermes.